# David Held
David Held, född 27 augusti 1951, död 2 mars 2019, var en brittisk statsvetare och professor i politik och sociologi vid London School of Economics. Han är en framstående politisk teoretiker verksam inom politikvetenskap och internationella relationer. Tillsammans med Daniele Archibugi har han varit framträdande i utvecklingen av kosmopolitismen och i synnerhet den kosmopolitiska demokratin. Han har varit en aktiv forskare i globaliseringsfrågor, och är chefredaktör för den akademiska tidskriften Global Policy, tillsammans med Dani Rodrik och Eva-Maria Nag.